# Coolamon
Coolamon – miasto w Australii, w stanie Nowa Południowa Walia.